# Казе Анђелини (Асколи Пичено)
Казе Анђелини (итал. Case Angelini) насеље је у Италији у округу Асколи Пичено, региону Марке.
Према процени из 2011. у насељу је живело 15 становника. Насеље се налази на надморској висини од 426 м.